# Porothamnium capense
Porothamnium capense là một loài rêu trong họ Neckeraceae. Loài này được (Broth. & Dixon) Sim mô tả khoa học đầu tiên năm 1926.